# 赵昭 (1984年)
赵昭（1984年11月—），河南南召人，回族，九三学社社员。中华人民共和国政治人物、第十三届全国人民代表大会河南省代表。

## 生平
赵昭在2008年大学毕业后在郑州工作两年，随后于2010年做出返乡创业的决定，回到河南省南阳市南召县太山庙乡冯庄村开始养牛。她声称最初从50头牛起步，依靠贷款和自筹的50万元资金，通过17年的努力，将养殖规模扩大到如今的4000多头牛，年产值达到6000万元，并带动周边500多户农户参与肉牛养殖。她的公司——南阳雅民农牧有限公司，也被宣传为拥有9栋标准化牛舍的现代化养殖企业。2018年，赵昭被选为河南省出席第十三届全国人民代表大会代表。2025年3月11日，在第十四届全国人民代表大会第三次会议的“代表通道”上，赵昭作为基层代表接受采访，分享了自己的创业故事，被官方媒体塑造成“大学生返乡养牛致富、助力乡村振兴”的典型案例。
然而，两会结束后，赵昭的故事迅速引发公众质疑，使网络上就此出现了大量讨论。这些质疑在社交媒体上迅速发酵，部分网友甚至将事件与官方宣传的真实性联系起来，认为这是“造假宣传”的又一案例。官方和部分媒体随后尝试为赵昭“正名”。有报道称，她的成功并非一蹴而就，而是通过多年坚持、科技赋能和政策支持逐步实现的，50万元启动资金虽少，但她通过贷款和滚动发展积累了资本。然而，这些解释未能平息所有质疑，尤其是关于牛的数量和补贴的具体数据仍缺乏权威核实。事件发展到3月下旬，网络讨论热度不减，赵昭养牛事件已成为公众审视乡村振兴政策、基层代表履职真实性以及官方宣传可信度的一个焦点。